# Nicolas Martin
Nicolas Martin (Bergen, 8 oktober 1976) is een Belgisch politicus voor de PS.

## Levensloop
Martin behaalde in 1999 het diploma van licentiaat in de politieke wetenschappen aan de FUCAM. Als student frequenteerde hij in Waalsgezinde middens en was hij een van de oprichters van CAPS, een vereniging die tot doel had om de sociaal-economische ontwikkeling van de regio Bergen te stimuleren en zich inschreef in de dynamiek van het Toekomstcontract voor Wallonië, dat in 1999 werd opgesteld door Waals minister-president Elio Di Rupo.
Aanvankelijk was hij actief binnen de partij FDF. In de jongerenafdeling van de partij schopte hij het tot nationaal secretaris-generaal en voorzitter en bij de gemeenteraadsverkiezingen van oktober 1994 kwam hij in Bergen op met een eigen lijst JEUNES, die geen verkozenen behaalde. 
Vanaf november 1999 werkte hij op het kabinet van toenmalig Waals minister-president Di Rupo, waar hij het Henegouwse luik van het Toekomstcontract voor Wallonië hielp uit te werken. Op die manier verzeilde Martin in de PS. Nadat Di Rupo in april 2000 het Waals minister-presidentschap afstond aan Jean-Claude Van Cauwenberghe, werkte Martin van 2000 tot 2003 op diens kabinet als medewerker voor Europese dossiers. Daarna was hij er van 2003 tot 2004 adjunct-kabinetschef en van 2004 tot 2005 kabinetschef, belast met economische en Europese aangelegenheden. Vervolgens was hij van 2005 tot 2007 kabinetschef van Di Rupo tijdens diens tweede termijn als minister-president. Daarnaast was Martin van 2000 tot 2004 secretaris van de raad van bestuur van het centrum ter promotie van onderzoek en ontwikkeling en de valorisatie van technologie in Henegouwen (ceRDT).
In oktober 2000 werd hij als verruimingskandidaat voor de PS verkozen als gemeenteraadslid van Bergen. In de stad nam Martin tevens verschillende bestuursfuncties op; van 2002 tot 2014 was hij voorzitter van de raad van bestuur van het ziekenhuis Ambroise Paré, van 2001 tot 2006 voorzitter en van 2006 tot 2009 bestuurder van het ziekenhuis La Chêne aux Haies en van 2009 tot 2014 beheerder bij het psychiatrisch zorgcentrum Les Marronniers. Daarnaast was hij van 2005 tot 2007 bestuurder en van 2006 tot 2007 ondervoorzitter van de raad van bestuur van de intercommunale IDEA en van 2007 tot 2012 bestuurder bij de sociale huisvestingsmaatschappij Toit&Moi. 
Van december 2006 tot december 2012 was Martin in Bergen schepen voor Stedenbouw, Economische Ontwikkeling, Huisvesting, Landbouw en Toerisme. In 2008 stelde hij als schepen van Toerisme een ambitieus strategisch plan voor dat de toeristische ontwikkeling van de stad diende te stimuleren en ervoor moest zorgen dat Bergen in 2015 tot culturele hoofdstad van Europa werd uitgeroepen (het project Mons 2015), hetgeen ook zou lukken. Na de gemeenteraadsverkiezingen van oktober 2012 werd Martin eerste schepen, bevoegd voor Economie, Landbouw, Nieuwe Technologieën en het project Mons 2015. Ook werd hij tot oktober 2014 waarnemend burgemeester ter vervanging van Elio Di Rupo, die toen premier was. Toen Di Rupo na afloop van zijn premierschap in oktober 2014 weer voltijds burgemeester werd, werd Martin tot in december 2018 opnieuw schepen. Ook was hij van 2010 tot 2014 voorzitter van de Dienst voor Bevordering van het Toerisme van de Franse Gemeenschap en van 2014 tot 2019 voorzitter van de toeristische dienst van de stad Bergen. Sinds 2015 is hij bovendien voorzitter van de PS-federatie van Bergen-Borinage.
Bij de verkiezingen van juni 2009 stond Martin als vijfde opvolger op de PS-lijst voor het Europees Parlement. Een jaar later, bij de federale verkiezingen van juni 2010, was hij vierde opvolger op de Henegouwse PS-lijst voor de Kamer van volksvertegenwoordigers. In januari 2013 kreeg Martin de kans om de ontslagnemende Anthony Dufrane op te volgen als Kamerlid, maar hij weigerde de functie op te nemen om zich toe te leggen op zijn lokale functies in Bergen.
Bij de Waalse verkiezingen van mei 2014 werd Nicolas Martin als lijsttrekker in de kieskring Bergen verkozen in het Waals Parlement en indirect in het Parlement van de Franse Gemeenschap. In het Waals Parlement was Martin van 2014 tot 2017 lid van de commissie Openbare Werken, Sociale Actie en Gezondheid en ondervoorzitter van de commissie Algemene Zaken en Internationale Betrekkingen en van 2017 tot 2019 lid van de commissie Sociale Actie, Gezondheid en Openbaar Ambt, in het Parlement van de Franse Gemeenschap was hij van 2014 tot 2019 ondervoorzitter van de commissie Internationale Betrekkingen en Europese Aangelegenheden. Als Waals Parlementslid verzette hij heel wat werk in de commissies en diende hij tal van schriftelijke vragen in, voornamelijk over de bestrijding van cybercriminaliteit. Ook diende hij enkele voorstellen tot resolutie in, bijvoorbeeld een voorstel om een internationale technologiebeurs in Wallonië te organiseren en een voorstel om stadscentra van Waalse steden economisch te herorganiseren. Voorts schreef hij in oktober 2015 met zijn partijgenoten Christophe Collignon en Pierre-Yves Dermagne een vrijbrief waarin ze ijverden voor een versterking van de Waalse autonomie, de ontbinding van de Franse Gemeenschap en de overheveling van bevoegdheden als onderwijs naar het Waals Gewest.
In oktober 2018 haalde Nicolas Martin bij de verkiezingen als lijsttrekker in Bergen meer stemmen dan lijstduwer Di Rupo. Volgens de vooraf gemaakte afspraak werd Martin hierdoor burgemeester van de stad. Om die reden besloot hij zich in 2019 geen kandidaat te stellen voor een nieuwe termijn als parlementslid. Vervolgens was hij van 2020 tot 2023 van het SWCS, de Waalse maatschappij voor sociaal krediet. Sinds 2019 is hij eveneens lid van de raad van bestuur en het directiecomité van IDEA.
Bij de Waalse verkiezingen van juni 2024 was Martin opnieuw lijsttrekker in de kieskring Bergen. Zodoende belandde hij opnieuw in het Waals Parlement en het Parlement van de Franse Gemeenschap. Hij besloot zijn parlementaire mandaten op te nemen en verklaarde zich verhinderd als burgemeester van Bergen, waarna eerste schepen Catherine Houdart optrad als waarnemend burgemeester. Bij de gemeenteraadsverkiezingen van oktober 2024 werd de PS opnieuw de grootste partij in Bergen. Martin kon zijn burgemeesterschap verlengen aan het hoofd van een coalitie met Ecolo en de radicaal-linkse PTB en besloot, om zich volledig toe te leggen op deze functie, eind 2024 ontslag te nemen als parlementslid.